# Brak reakcji genitalnej
Brak reakcji genitalnej – dysfunkcja seksualna u mężczyzn nazywana impotencją, u kobiet polega na upośledzonym zwilżeniu pochwy (suchość pochwy) związanym z zakłóceniem pobudzenia seksualnego.